# ReGLOSS (アルバム)
『ReGLOSS』（リグロス）は、日本の音楽アーティストVTuberグループ・ReGLOSSのファーストアルバム。2024年11月6日に発売された。シンガーソングライター／コンポーザーのOHTORA（大虎）が全7曲をプロデュースした。

## 概要
初のフルアルバム。2024年9月10日にReGLOSS公式YouTubeチャンネルにおいて行われた、ReGLOSSデビュー1周年記念配信にて発売を発表。
デビュー曲『瞬間ハートビート』のほか、『シンメトリー』『フィーリングラデーション』などの既存曲に加え、新曲『bvdiz』『SUPER DUPER』などが収録された。
2024年9月11日に、このアルバムから『フィーリングラデーション』が先行リリースされた。

## リリース
ストリーミング配信のほかに、CDでも発売され、「全国流通盤」と「hololive production OFFICIAL SHOP 数量限定盤」の二種類を発売した。数量限定盤は、所属事務所であるホロライブプロダクションの公式ストアのみで販売された。
| 形態               | 規格           | 規格品番 | 特典 |
| ------------------ | -------------- | -------- | --- |
| ストリーミング配信 | ストリーミング | CVRD-492 | - |
| 全国流通盤         | CD             | HOLO-013 | 初回プレス限定特典 - 複製メッセージ入りミニカード                                                          |
| 数量限定盤         | CD             | HOLO-013 | 購入特典 - メンバー1名の直筆サイン入りアナザージャケット - 『hololive OFFICIAL CARD GAME』CD購入特典カード |

### 購入特典
全国流通盤には、初回プレス限定特典として複製メッセージ入りのミニカードがランダムで1枚封入され、数量限定盤には、メンバー1名の直筆サイン入りアナザージャケットがランダムで1枚封入されており、『hololive OFFICIAL CARD GAME』のCD購入特典カードも同梱されていた。
また、法人別のオリジナル購入特典も用意された。内容は以下の通り。
- Amazon.co.jp：アクリルキーホルダー（50mm×50mm）
- アニメイト（通販含む）：A3クリアポスター
- ゲーマーズ（オンラインショップ含む）：A3タペストリー
- タワーレコード（オンライン含む/一部店舗除く）：L判ブロマイド
- 楽天ブックス：A4クリアファイル
- HMV全店（HMV&BOOKS online含む/一部店舗除く）：2Lブロマイド
- amiami（オンラインショップ）：スクエア缶バッジ（40mm×40mm）
- ソフマップCDソフト取扱い店（ドットコム含む）：アクリルコースター（76mm）
- ネオウィング：ポストカード（145mm×145mm）
- とらのあな（通販含む/池袋店はご予約のみの場合あり）：缶バッジ（丸形）（57mm）
- Joshinディスクピア（Joshin webショップ含む）：缶バッジ（丸形）（76mm）
- メロンブックス：色紙

## 収録曲
| 全作詞: OHTORA。 |                                 |           |                         |                |      |
| #                | タイトル                        | 作詞      | 作曲                    | 編曲           | 時間 |
| 1.               | 「瞬間ハートビート」            | OHTORA    | OHTORA / maeshima soshi | maeshima soshi | 3:34 |
| 2.               | 「シンメトリー」                | OHTORA    | OHTORA / maeshima soshi | maeshima soshi | 3:30 |
| 3.               | 「泡沫メイビー」                | OHTORA    | OHTORA / maeshima soshi | maeshima soshi | 2:53 |
| 4.               | 「フィーリングラデーション」    | OHTORA    | OHTORA / maeshima soshi | maeshima soshi | 3:50 |
| 5.               | 「bvdiz」                       | OHTORA    | OHTORA / maeshima soshi | maeshima soshi | 2:47 |
| 6.               | 「SUPER DUPER」                 | OHTORA    | OHTORA / New K          | New K          | 3:28 |
| 7.               | 「LAKI MODE」                   | OHTORA    | OHTORA / cat biscuit    | cat biscuit    | 3:23 |
| 8.               | 「瞬間ハートビート tepe Remix」 | OHTORA    | OHTORA / tepe           | tepe           | 3:14 |
| 合計時間:        | 合計時間:                       | 合計時間: | 合計時間:               | 26:39          |      |